# Manuel Joaquim Masseno
Manuel Joaquim Rodrigues Masseno (Santa Maria da Feira, Beja, 16 de Abril de 1937 - Beja, 9 de Novembro de 2018), foi um político e bancário português.

## Biografia

### Nascimento
Manuel Joaquim Masseno nasceu em 16 de Abril de 1937, na freguesia de Santa Maria da Feira, no concelho de Beja.

### Carreira política e profissional
Foi um destacado militante do Partido Socialista, tendo fundado a estrutura de Beja, criada em Junho de 1974, e sido um dirigente daquele partido a nível local, regional e nacional. Depois de haver sido presidente da comissão administrativa da Junta de Freguesia de Santa Maria da Feira, logo depois do 25 de Abril , em Dezembro de 1976 foi eleito deputado na Assembleia Municipal de Beja. Também foi vereador na Câmara Municipal de Beja. Foi governador civil do distrito de Beja de 1983 a 1985, e em Setembro de 2001 foi novamente nomeado para aquela posição, na sequência da saída de Agostinho Moleiro para se candidatar à presidência da Câmara Municipal de Beja. No entanto, o regresso de Masseno ao posto de governador civil foi criticado no Partido Socialista, onde uma linha acreditava que já não tinha condições para assumir aquele cargo. O segundo mandato de Manuel Joaquim Masseno como governador civil terminou em Março de 2002. Foi candidato à presidência da Câmara Municipal de Beja em 1982 e 1993, embora sem sucesso.[carece de fontes?]
Se em 1976 foi o Mandatário distrital do General António Ramalho Eanes na sua candidatura a Presidente da República, em 1986, 1991 e 2005 foi o Diretor distrital das Campanhas presidenciais de Mário Soares, de quem esteve sempre muito próximo.
Salientou-se pelos seus esforços pelo desenvolvimento social e cultural da região, tendo dirigido a Rádio Pax e participado nas tertúlias do Café Luiz da Rocha, um estabelecimento de renome pela sua gastronomia. Trabalhou como gerente bancário.
Foi eleito pelo círculo de Beja como deputado à Assembleia da República, nas II e III Legislaturas.

### Falecimento
Manuel Joaquim Masseno faleceu em 9 de Novembro de 2018, aos 81 anos de idade, sendo nessa altura residente no Lar do Centro Paroquial e Social do Salvador de Beja.

## Homenagens
Em 10 de Maio de 2018, recebeu a medalha de Mérito Social da Câmara Municipal de Beja, no âmbito das comemorações do dia da cidade.
Após o seu falecimento, Manuel Joaquim Masseno foi homenageado pela Assembleia da República, que emitiu uma nota de pesar em 12 de Novembro desse ano . Também foi recordado pelo presidente da Federação do Baixo Alentejo do Partido Socialista, Pedro do Carmo, que salientou a sua carreira como militante do partido.